# Liste der Schiedsrichtereinsätze bei der Fußball-Weltmeisterschaft 1990
Die Liste der Schiedsrichtereinsätze bei der Fußball-Weltmeisterschaft 1990 führt alle Schiedsrichter, die bei der Fußball-Weltmeisterschaft 1990 in Italien vom 8. Juni bis zum 8. Juli 1990 eingesetzt wurden.

## Legende

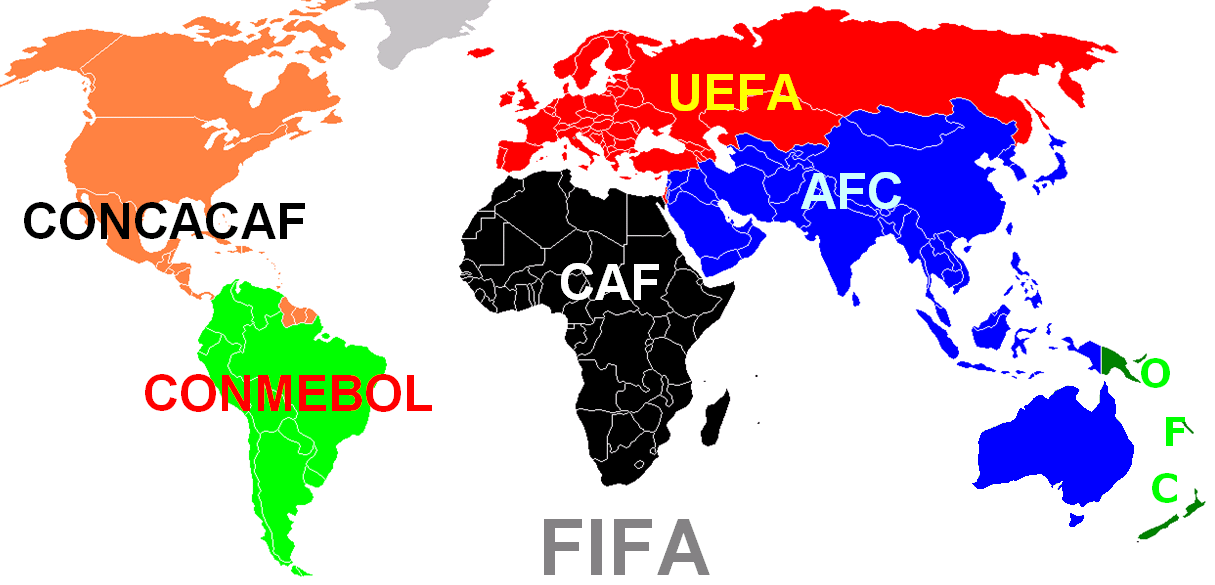
Die Kontinentalverbände der FIFA.

- Kontinentalverband → Kontinentalverband, von dem der Schiedsrichter gestellt wurde
  - AFC = Asian Football Confederation
  - CAF = Confédération Africaine de Football
  - CONCACAF = Confederation of North and Central American and Caribbean Association Football
  - CONMEBOL = Confederación Sudamericana de Fútbol
  - OFC = Oceania Football Confederation
  - UEFA = Union of European Football Associations

## Schiedsrichter
| Verband  | Schiedsrichter         | Land               | Spiele |    |   | Spiele als Linienrichter | Anmerkungen                       |
| -------- | ---------------------- | ------------------ | ------ | -- | - | ------------------------ | --------------------------------- |
| AFC      | Jamal al-Sharif        | Syrien             | 1      | 9  | 1 | 3                        |                                   |
| AFC      | Shizuo Takada          | Japan              | 1      | 3  | 1 | 3                        |                                   |
| CAF      | Neji Jouini            | Tunesien           | 1      | 4  | 0 | 4                        |                                   |
| CONCACAF | Edgardo Codesal Méndez | Mexiko             | 3      | 10 | 2 | 3                        | Schiedsrichter im Endspiel        |
| CONCACAF | Vincent Mauro          | Vereinigte Staaten | 1      | 1  | 0 | 5                        | Linienrichter im Eröffnungsspiel  |
| CONMEBOL | Juan Cardellino        | Uruguay            | 1      | 2  | 0 | 2                        |                                   |
| CONMEBOL | Elias Jácome           | Ecuador            | 1      | 3  | 0 | 2                        |                                   |
| CONMEBOL | Juan Carlos Loustau    | Argentinien        | 3      | 5  | 1 | 1                        |                                   |
| CONMEBOL | Carlos Maciel          | Paraguay           | 1      | 2  | 0 | 3                        |                                   |
| CONMEBOL | Hernán Silva           | Chile              | 1      | 3  | 0 | 1                        |                                   |
| CONMEBOL | José Roberto Wright    | Brasilien          | 4      | 12 | 0 | 1                        |                                   |
| UEFA     | Luigi Agnolin          | Italien            | 1      | 1  | 0 | 0                        |                                   |
| UEFA     | George Courtney        | England            | 2      | 8  | 0 | 2                        |                                   |
| UEFA     | Erik Fredriksson       | Schweden           | 1      | 5  | 1 | 1                        |                                   |
| UEFA     | Siegfried Kirschen     | DDR                | 2      | 6  | 1 | 2                        |                                   |
| UEFA     | Helmut Kohl            | Österreich         | 3      | 11 | 1 | 1                        |                                   |
| UEFA     | Tullio Lanese          | Italien            | 3      | 14 | 1 | 1                        |                                   |
| UEFA     | Peter Mikkelsen        | Dänemark           | 2      | 2  | 0 | 4                        |                                   |
| UEFA     | Zoran Petrović         | Jugoslawien        | 2      | 4  | 0 | 2                        |                                   |
| UEFA     | Joël Quiniou           | Frankreich         | 3      | 9  | 1 | 2                        |                                   |
| UEFA     | Kurt Röthlisberger     | Schweiz            | 3      | 12 | 2 | 4                        |                                   |
| UEFA     | Aron Schmidhuber       | BR Deutschland     | 2      | 6  | 0 | 1                        |                                   |
| UEFA     | George Smith           | Schottland         | 1      | 6  | 0 | 1                        |                                   |
| UEFA     | Alan Snoddy            | Nordirland         | 1      | 4  | 0 | 4                        |                                   |
| UEFA     | Emilio Soriano Aladrén | Spanien            | 1      | 2  | 0 | 1                        |                                   |
| UEFA     | Alexei Spirin          | Sowjetunion        | 1      | 3  | 0 | 3                        |                                   |
| UEFA     | Carlos Silva Valente   | Portugal           | 2      | 7  | 0 | 2                        |                                   |
| UEFA     | Marcel Van Langenhove  | Belgien            | 1      | 2  | 0 | 2                        |                                   |
| UEFA     | Michel Vautrot         | Frankreich         | 3      | 10 | 3 | 2                        | Schiedsrichter im Eröffnungsspiel |

## Linienrichter
| Verband  | Linienrichter       | Land       | Spiele | Anmerkungen                               |
| -------- | ------------------- | ---------- | ------ | ----------------------------------------- |
| AFC      | Jassim Mandi        | Bahrain    | 5      |                                           |
| CAF      | Jean-Fidèle Diramba | Gabun      | 3      |                                           |
| CAF      | Mohamed Hansal      | Algerien   | 4      |                                           |
| CONCACAF | Berny Ulloa Morera  | Costa Rica | 5      |                                           |
| CONMEBOL | Armando Perez       | Kolumbien  | 6      | Linienrichter im Eröffnungsspiel          |
| OFC      | Richard Lorenc      | Australien | 3      |                                           |
| UEFA     | Pietro D’Elia       | Italien    | 2      |                                           |
| UEFA     | Michał Listkiewicz  | Polen      | 8      | Linienrichter im Eröffnungs- und Endspiel |
| UEFA     | Rosario Lo Bello    | Italien    | 1      |                                           |
| UEFA     | Carlo Longhi        | Italien    | 1      |                                           |
| UEFA     | Pierluigi Magni     | Italien    | 1      |                                           |
| UEFA     | Pierluigi Pairetto  | Italien    | 1      |                                           |

- Da fast alle hauptverantwortlichen Schiedsrichter ebenfalls als Linienrichter eingesetzt wurden, befinden sich in dieser Tabelle ausschließlich die zusätzlich eingesetzten Linienrichter

## Liste der Einsätze nach Spielen
Legende
| - Partie → gibt die beiden Mannschaften an, die das Spiel bestritten und den Endstand des Spieles nach der regulären Spielzeit, ggf. nach der Verlängerung und im Elfmeterschießen - Schiedsrichter → Vor- und Zuname des Schiedsrichters, der das Spiel leitete - Linienrichter → Vor- und Zuname der Linienrichter, die den Schiedsrichter an den Seitenlinien unterstützten - LR1 → Linienrichter 1 - LR2 → Linienrichter 2 - → ausgesprochene Verwarnungen mittels gelber Karte - → ausgesprochene Feldverweise mittels roter Karte - Elfm. → in der regulären Spielzeit oder in der Verlängerung verhängte Strafstöße |

| Spiel            | Spiel         | Schiedsrichter         | Linienrichter          | Linienrichter         | Karten       | Karten       | Elfm.        |              |
| #                | Partie        | Schiedsrichter         | LR1                    | LR2                   | Gelbe Karte  | Rote Karte   | Elfm.        |              |
| Gruppenphase     | Gruppenphase  | Gruppenphase           | Gruppenphase           | Gruppenphase          | Gruppenphase | Gruppenphase | Gruppenphase | Gruppenphase |
| ---------------- | ------------- | ---------------------- | ---------------------- | --------------------- | ------------ | ------------ | ------------ | ------------ |
| 1                | 0:1           | Michel Vautrot         | Vincent Mauro          | Michał Listkiewicz    | 3            | 2            | 0            |              |
| 2                | 0:2           | George Courtney        | Emilio Soriano Aladrén | Shizuo Takada         | 3            | 0            | 0            |              |
| 3                | 0:2           | Francisco Lamolina     | Alan Snoddy            | Venancio Zárate       | 3            | 0            | 0            |              |
| 4                | 1:0           | José Wright            | Armando Perez          | Carlos Silva Valente  | 1            | 0            | 0            |              |
| 5                | 1:5           | Kurt Röthlisberger     | Aron Schmidhuber       | Marcel Van Langenhove | 4            | 1            | 2            |              |
| 6                | 2:1           | Tullio Lanese          | Michel Vautrot         | Neji Jouini           | 4            | 0            | 0            |              |
| 7                | 1:4           | Peter Mikkelsen        | Michał Listkiewicz     | Jassim Mandi          | 1            | 0            | 0            |              |
| 8                | 1:0           | Juan Carlos Loustau    | Elias Jácome           | Carlos Maciel         | 0            | 0            | 0            |              |
| 9                | 2:0           | Aron Schmidhuber       | Erik Fredriksson       | Kurt Röthlisberger    | 1            | 0            | 0            |              |
| 12               | 2:0           | Vincent Mauro          | Alan Snoddy            | George Courtney       | 1            | 0            | 0            |              |
| 11               | 1:1           | Emilio Soriano Aladrén | Edgardo Codesal        | Juan Cardellino       | 2            | 0            | 1            |              |
| 12               | 3:0           | Helmut Kohl            | Alexei Spirin          | Siegfried Kirschen    | 3            | 0            | 1            |              |
| 13               | 2:0           | Erik Fredriksson       | José Wright            | Jamal al-Sharif       | 5            | 1            | 0            |              |
| 14               | 2:1           | Hernán Silva           | Carlos Silva Valente   | Armando Perez         | 3            | 0            | 0            |              |
| 15               | 1:0           | Luigi Agnolin          | Jean-Fidèle Diramba    | Neji Jouini           | 1            | 0            | 0            |              |
| 16               | 1:0           | Edgardo Codesal        | Berny Ulloa Morera     | Juan Cardellino       | 2            | 1            | 1            |              |
| 17               | 0:1           | George Smith           | Jamal al-Sharif        | Richard Lorenc        | 6            | 0            | 1            |              |
| 18               | 1:5           | Alexei Spirin          | Pierluigi Pairetto     | Shizuo Takada         | 3            | 0            | 0            |              |
| 19               | 1:0           | Neji Jouini            | Jassim Mandi           | Jean-Fidèle Diramba   | 4            | 0            | 0            |              |
| 20               | 1:2           | Carlos Maciel          | Michał Listkiewicz     | Vincent Mauro         | 2            | 1            | 0            |              |
| 21               | 0:0           | Zoran Petrović         | Mohamed Hansal         | Edgardo Codesal       | 0            | 0            | 0            |              |
| 22               | 0:0           | Marcel Van Langenhove  | Joël Quiniou           | Rosario Lo Bello      | 2            | 0            | 0            |              |
| 23               | 1:3           | Elias Jácome           | Juan Carlos Loustau    | Pierluigi Magni       | 3            | 0            | 0            |              |
| 24               | 3:1           | Siegfried Kirschen     | Peter Mikkelsen        | Alexei Spirin         | 1            | 1            | 0            |              |
| 25               | 1:1           | Carlos Silva Valente   | Berny Ulloa Morera     | Carlo Longhi          | 5            | 0            | 0            |              |
| 26               | 0:4           | José Wright            | Kurt Röthlisberger     | Pietro D’Elia         | 4            | 0            | 0            |              |
| 27               | 1:1           | Alan Snoddy            | Jassim Mandi           | Tullio Lanese         | 4            | 0            | 0            |              |
| 28               | 4:1           | Shizuo Takada          | Peter Mikkelsen        | Michel Vautrot        | 3            | 1            | 0            |              |
| 29               | 2:0           | Joël Quiniou           | Marcel Van Langenhove  | George Smith          | 4            | 0            | 0            |              |
| 30               | 2:1           | Jamal al-Sharif        | Zoran Petrović         | Richard Lorenc        | 9            | 1            | 0            |              |
| 31               | 1:2           | Zoran Petrović         | George Courtney        | Alan Snoddy           | 4            | 0            | 0            |              |
| 32               | 1:0           | Helmut Kohl            | Siegfried Kirschen     | Michał Listkiewicz    | 2            | 0            | 0            |              |
| 33               | 1:2           | Juan Carlos Loustau    | Carlos Maciel          | Vincent Mauro         | 0            | 0            | 2            |              |
| 34               | 0:1           | Tullio Lanese          | Jean-Fidèle Diramba    | Neji Jouini           | 4            | 1            | 0            |              |
| 35               | 1:0           | Kurt Röthlisberger     | Berny Ulloa Morera     | Edgardo Codesal       | 3            | 0            | 0            |              |
| 36               | 1:1           | Michel Vautrot         | Mohamed Hansal         | Richard Lorenc        | 1            | 0            | 0            |              |
| Achtelfinale     |               |                        |                        |                       |              |              |              |              |
| 37               | 0:0 2:1 n. V. | Tullio Lanese          | Jamal al-Sharif        | Berny Ulloa Morera    | 6            | 0            | 0            |              |
| 38               | 4:1           | Siegfried Kirschen     | Armando Perez          | Pietro D’Elia         | 5            | 0            | 0            |              |
| 39               | 0:1           | Joël Quiniou           | Alexei Spirin          | Pierluigi Pairetto    | 5            | 1            | 0            |              |
| 40               | 1:2           | Juan Carlos Loustau    | Elias Jácome           | Vincent Mauro         | 5            | 2            | 1            |              |
| 41               | 0:0 5:4 i. E. | José Wright            | Carlos Maciel          | Jassim Mandi          | 4            | 0            | 0            |              |
| 42               | 2:0           | George Courtney        | Zoran Petrović         | Kurt Röthlisberger    | 5            | 0            | 0            |              |
| 43               | 1:1 1:2 n. V. | Aron Schmidhuber       | Michał Listkiewicz     | Alan Snoddy           | 5            | 0            | 0            |              |
| 44               | 0:0 1:0 n. V. | Peter Mikkelsen        | Helmut Kohl            | Shizuo Takada         | 1            | 0            | 0            |              |
| Viertelfinale    |               |                        |                        |                       |              |              |              |              |
| 45               | 0:0 2:3 i. E. | Kurt Röthlisberger     | Mohamed Hansal         | Neji Jouini           | 5            | 1            | 0            |              |
| 46               | 1:0           | Carlos Silva Valente   | Mohamed Hansal         | Armando Perez         | 2            | 0            | 0            |              |
| 47               | 0:1           | Helmut Kohl            | Michał Listkiewicz     | Peter Mikkelsen       | 5            | 0            | 1            |              |
| 48               | 2:2 3:2 n. V. | Edgardo Codesal        | Jassim Mandi           | Vincent Mauro         | 4            | 0            | 3            |              |
| Halbfinale       |               |                        |                        |                       |              |              |              |              |
| 49               | 1:1 3:4 i. E. | Michel Vautrot         | Peter Mikkelsen        | Michał Listkiewicz    | 6            | 1            | 0            |              |
| 50               | 1:1 3:4 i. E. | José Wright            | Armando Perez          | Joël Quiniou          | 3            | 0            | 0            |              |
| Spiel um Platz 3 |               |                        |                        |                       |              |              |              |              |
| 51               | 2:1           | Joël Quiniou           | Mohamed Hansal         | Kurt Röthlisberger    | 0            | 0            | 1            |              |
| Finale           |               |                        |                        |                       |              |              |              |              |
| 52               | 1:0           | Edgardo Codesal        | Armando Perez          | Michał Listkiewicz    | 4            | 2            | 1            |              |